# الساعي (فلم)
الساعي (بالإنجليزية: The Courier) هو فيلم دراما تاريخي قادم من إخراج دومينيك كوكي،الفيلم يحكي قصة رجل الأعمال البريطاني جريفيل وين الذي جندته جهاز الاستخبارات البريطاني والجاسوس السوفيتي أوليغ بنكوفسكي الذي مرر معلومات للغرب وساعد في إنهاء أزمة صواريخ كوبا.
الفيلم من بطولة بيندكت كامبرباتش،رايتشل بروسنان،جيسي باكلي وبيتر رايت.
من المقرر عرض الفيلم في بريطانيا يوم 30 أكتوبر 2020.

## روابط خارجية
- الموقع الرسمي
- مقالات تستعمل روابط فنية بلا صلة مع ويكي بيانات

لا توجد روابط لمواقع التواصل الاجتماعي.